# FIFAインタラクティブワールドカップ
FIFAeワールドカップ（英: FIFAe World Cup）は、国際サッカー連盟（FIFA）とEAスポーツが主催し、サッカーゲームであるFIFAシリーズを使用し、国および地域を勝ち抜いた選手が出場して行われるeスポーツの国際大会。

## 概要
2004年に第一回大会が行われた。予選は世界各地で行われており、各国の優勝者はFIFAeワールドカップの出場権を得る。2018年大会の優勝者は「ザ・ベスト・FIFAフットボールアウォーズ」の式典にも招待され、優勝賞金として25万ドルを授与された。2023年大会の優勝者は30万ドルを受け取った。

## 歴代優勝者
| 年次   | 開催地             | 優勝者                    |
| ------ | ------------------ | ------------------------- |
| 2004年 | チューリッヒ       | Thiago Carrico de Azevedo |
| 2005年 | ロンドン           | Chris Bullard             |
| 2006年 | アムステルダム     | Andries Smit              |
| 2008年 | ベルリン           | Alfonso Ramos             |
| 2009年 | バルセロナ         | Bruce Grannec             |
| 2010年 | バルセロナ         | Nenad Stojkovic           |
| 2011年 | ロサンゼルス       | Francisco Cruz            |
| 2012年 | ドバイ             | Alfonso Ramos             |
| 2013年 | マドリード         | Bruce Grannec             |
| 2014年 | リオデジャネイロ   | August Rosenmeier         |
| 2015年 | ミュンヘン         | Abdulaziz Alshehri        |
| 2016年 | ニューヨーク       | Mohamad Al-Bacha          |
| 2017年 | ロンドン           | Spencer Ealing            |
| 2018年 | ロンドン           | Msdossary                 |
| 2019年 | ロンドン           | MoAuba                    |
| 2020年 | COVID-19により中止 | 優勝者なし                |
| 2021年 | COVID-19により中止 | 優勝者なし                |
| 2022年 | コペンハーゲン     | Umut Gültekin             |
| 2023年 | リヤド             | Manuel Bachoore           |